# 상자해파리
상자해파리(영어: Box jellyfish)또는 입방해파리는 상자 모양의 메두사-형태 때문에 이름 붙여진 상자해파리강(Cubozoa)에 속하는 무척추동물의 총칭이다. 상자해파리는 독특한 생물화학적 주기(strobilation 또는 횡분열의 결여) 때문에  해파리강에 속하는 해파리와는 별도로 분류되며, 해파리강(Scyphozoa) 보다는 복잡한 것으로 보고 있다.
종은 길죽하고 4개의 납작한 면을 가지고 위 또는 아래에서 보면 사각형이다. 종의 가장장리는 단순하고 의연막이 있으며, 촉수포와 광수용체를 가진 복잡한 눈을 가진다. 종의 4모서리에 4개 또는 4뭉치의 중실촉수를 가지고, 각 촉수의 기부는 넓적한 폐달리움으로 분화한다. 플라눌라유생에서 폴립이 발달하고 폴립은 작고 군체를 만들지 않으며, 변태하여 직접 해파리로 된다. 열대 및 아열대에 널리 분포한다.
또한, 키로넥스 플렉케리(Chironex fleckeri)는 이들 상자해파리 중에서 가장 잘 알려져 있지만, 실제로는 19종의 상자해파리 중 하나이다. 인도양에서부터 코랄해까지 널리 분포하고 있지만, 독성이 워낙 강하여 사람에게도 치명적인 손상을 준다. 오스트레일리아에서는 이들이 번창하는 시기에 해수욕장을 폐쇄한다고 한다.
"바다말벌"이라고 이름 붙여진 해파리는 앞서 기술한 키로넥스 플렉케리와 Carybdea alata를 포함하는 상자해파리강의 일부 종들을 가리킨다.
상자해파리는 주로 태평양에 분포하며, 해파리종류 중에서 가장 강한 독을 가지고 있다. 그래서 별명은 바다의 말벌이러고 소개되어 있다.

## 상자해파리

### 형태와 구조적 특징
메두사 형태의 상자 해파리는 네모난 상자 모양의 종 같은 머리를 가지고 있으며, 이 점에서 이름이 유래되었습니다. 아래쪽 모서리 각각에는 하나 이상의 길고 가느다라고 속이 빈 촉수를 가진 짧은 발톱 또는 줄기가 있습니다. 종의 가장자리는 안쪽으로 접혀 의연막(擬緣膜)을 형성하여 종의 구멍을 제한하고 이동할 때 강하게 움직입니다. 그 결과 상자 해파리는 다른 해파리보다 더 빠르게 움직일 수 있으며, 분당 최대 6미터의 속도가 기록되었습니다. 아랫면 중앙에는 코끼리의 몸통과 닮은 자루 모양의 마디,manubrium가 있습니다. 이것은 이동 부속물입니다. 종의 내부는 4개의 등거리 격막(equidistant septa)으로 나뉘어 있으며, 중앙 위와 4개의 위 주머니로 나뉩니다. 8개의 생식선은 4개의 격막 양쪽에 쌍으로 위치해 있습니다. 격막의 가장자리에는 작은 위 필라멘트 다발이 있으며, 이 필라멘트는 선충낭과 소화선을 수용하고 먹이를 제압하는 데 도움이 됩니다. 각 격막은 구강 표면으로 열리고 동물의 안팎으로 액체가 유입되는 것을 촉진하는 격막 깔때기의 역할까지 합니다.

### 신경계
상자 해파리의 신경계는 다른 많은 해파리보다 더 발달되어 있습니다. 상자 해파리는 종의 밑부분에 맥박을 조절하는 고리 신경을 가지고 있으며, 이는 왕해파리에서만 발견되는 특징입니다. 다른 해파리들은 단순한 체내색소를 포함한 홑눈를 가지고 있는 반면, 상자 해파리는 망막, 각막, 수정체로 이루어진 진정한 눈을 가지고 있는 독특한 특징을 가지고 있습니다. 상자 해파리의 눈은 고리 신경과 연결된 촉수포(rhopalia)라는 감각 구조의 끝에 모여 있습니다. 각 촉수포에는 두 개의 눈이 있습니다. 위쪽 렌즈 눈은 스넬의 창문(Snell's window)과 일치하는 시야를 가지고 물 밖을 똑바로 바라봅니다. 아래쪽 렌즈 눈은 주로 물체 회피에 사용됩니다. 연구에 따르면 아래쪽 렌즈 눈으로 피하는 장애물의 최소 시야각은 수용 영역의 절반 너비와 일치하는 것으로 나타났습니다. 또한 각 촉수포은 위쪽 렌즈 눈의 양쪽에 두 개의 오목눈을 가지고 있으며, 이는 단순한 빛의 미터 역할을 할 가능성이 높습니다. 아래쪽 렌즈 눈의 양쪽에는 두 개의 길고 좁은눈이 있으며, 수직 움직임을 감지하는 데 사용될 가능성이 높습니다. 상자 해파리는 총 네 개의 촉수포 각각에 여섯 개의 눈을 가지고 있어 총 24개의 눈을 형성합니다. 또한 촉수포는 이석을 가지고 있는데, 이는 촉수포의 유연성으로 인한 방향 전환에 관계없이 눈을 수직으로 향하게 유지합니다.

## 생태적 특징

### 행동
상자 해파리는 진정한 해파리처럼 표류하지 않고 먹이(작은 물고기)를 적극적으로 사냥합니다. 이들은 강한 수영 선수로, 최대 1.5~2미터의 초속 또는 약 4노트(시속 7.4km, 시속 4.6마일)의 속도를 낼 수 있으며, 몇 번의 종 수축으로 최대 180°까지 빠르게 변할 수 있습니다. 일부 종은 장애물을 피할 수 있습니다. 대부분의 상자 해파리는 촉수를 확장하고 짧은 시간 동안 위쪽으로 가속한 다음 거꾸로 뒤집혀서 맥동을 멈춥니다. 그런 다음 해파리는 먹이가 촉수에 얽힐 때까지 천천히 가라앉습니다. 이 시점에서 족쇄가 접혀서 먹이를 구강 입구로 가져옵니다. 상자해파리의 독은 보통 해파리의 독과는 구별되며, 먹이(새우와 미끼 물고기를 포함한 작은 물고기와 무척추동물)를 잡는 데 사용되며, 포식자로부터 방어하기 위해 사용됩니다. 여기에는 게와 대모거북, 납작등바다거북 등 다양한 종류의 거북이가 포함됩니다. 바다거북은 상자 해파리를 즐기는 것처럼 보이기 때문에 쏘임의 영향을 받지 않는 것 같습니다.

## 위험성
상자 해파리는 세계적으로 가장 위험한 생물이라는 인식이 강하지만, 인간을 죽일 수 있을 정도의 위험성을 지닌 종은 소수에 속하며, 일부 종의 경우에는 전혀 위협이 되지 않는다는 것이 밝혀졌다.

호주의 경우, 대부분의 사망자는 상자 해파리 중에서 가장 큰 종인 키로넥스 플렉케리Chironex fleckeri)에 의해 발생하는 것으로 보고된다.또한, 하와이 대학 열대 의학부 (University of Tropical Medicine)의 연구원들은
이들의 독이 세포에 구멍을 뚫는다는 것을 발견했는데,이로 인해 세포 내의 칼슘이 나오게되어 고칼슘혈증을 유발하고, 2~5분 안에 심혈관계 붕괴와 함께 사망할 수 있다고 한다. 과학자들은 아연 화합물을 해독제로 이용할 수 있을 것이라 추정하고 있다.

### 수영과 다이빙 중의 보호
잠수 할 때 팬티스타킹이나 전신 라이크라복을 입으면 상자 해파리의 침을 효과적으로 보호할 수 있다.
팬티 스타킹은 상자 해파리의 침의 길이 때문에 효과가 있는 것으로 생각했지만, 밝혀진 결과로는 해파리의 침이 작용하는 방식과 연관되어 있는 것으로 밝혀졌다.

### 하와이: 연구와 위험
하와이 대학교 열대의학과 연구진은 상자해파리의 독이 세포의 칼륨 누출을 허용할 만큼 다공성으로 만들어 고칼륨혈증을 유발하고, 이로 인해 심혈관 붕괴와 사망을 2~5분 이내에 초래할 수 있다는 사실을 발견했습니다. 하와이에서 상자 해파리의 개체 수는 보름달이 뜬 후 약 7~10일 후에 산란을 위해 해안 근처에 오면 최고조에 달합니다. 때로는 유입이 너무 심해 구조대원들이 하나우마(Hanauma) 만과 같은 감염된 해변을 폐쇄하고 개체 수가 줄어들 때까지 포획하기도 합니다.

## 분류와 계통
역사적으로 상자해파리는 독특한 생물학적 주기(횡분열의 부족)와 형태 때문에 1973년까지 해파리강으로 분류되었습니다. 2018년 기준으로 최소 51종의 상자 해파리가 알려져 있고 이들은 두 목과 8과로 분류됩니다. 이후 몇 가지 새로운 종들이 기술되었으며, 추가적으로 기술되지 않은 종들이 남아 있을 가능성이 높습니다. 상자해파리(Cubozoa)는 약 50종으로 가장 작은 자포동물(cnidarian) 종을 나타냅니다.

## 참고 문헌
- 《동물분류학》 - 한국동물분류학회(2008), 집현사